# Meggie Dougherty Howard
Megan „Meggie“ Dougherty Howard (* 27. Juli 1995 in Largo, Florida) ist eine US-amerikanische Fußballspielerin, die seit der Saison 2017 bei den Washington Spirit in der National Women’s Soccer League unter Vertrag steht.

## Karriere

### Verein
Während ihres Studiums an der University of Florida in Gainesville spielte Howard von 2013 bis 2016 für die dortige Universitätsmannschaft Florida Gators, für die sie in 94 Spielen insgesamt 14 Tore erzielte. Im Jahr 2013 lief sie für den VSI Tampa Bay FC in der USL W-League auf. 2015 und 2016 spielte Howard zusätzlich für die Washington Spirit Reserves in der USL W-League bzw. der Women’s Premier Soccer League. Sie gewann mit ihrem Team 2015 den Titel in der W-League und wurde in das „All-League-Team“ berufen.
Anfang 2017 wurde Howard beim College-Draft der NWSL an 29. Stelle von den Washington Spirit gezogen. Ihr Ligadebüt gab sie am 22. April 2017 bei einem 1:1-Unentschieden gegen Orlando Pride. In ihrer ersten Saison absolvierte Howard insgesamt 23 Spiele und erzielte ein Tor.

### Nationalmannschaft
Im Mai 2016 bestritt sie mit der U-23-Nationalmannschaft des US-amerikanischen Fußballverbandes das „Nordic Tournament“ in England. Im Januar 2017 nahm Howard zudem an einem Trainingscamp der U-23-Nationalmannschaft teil.